# Kronologija Domovinskog rata: listopad 1994.

### 1. listopada
- Francuski Ministar vanjskih poslova Alain Juppe opovrgao tvrdnje da SRJ nije u potpunosti prekinula isporuku oružja i vojne opreme bosanskim Srbima, te tvrdi da ima izvještaje da je taj problem riješen djelomično, ali ne u cijelosti.[1]
- Bosanski Srbi gađali NATO-zrakoplove s dvije raketa tipa strijela.[1]

### 2. listopada
- Čelnik pobunjenih Srba u UNPA-područjima Milan Martić ocijenio da je izglasavanje rezolucije o produživanju mandatu UNPROFOR-a još jedna šansa da se nastavi započeti mirovni proces.[1]
- Domovinska zajednica bosanske Posavine i Zajednica izbjeglih i prognanih bosanske Posavine uputile peticiju svjetskoj javnosti protiv srpskog koridora kroz to područje, jer prema najnovijim dogovorima srpski koridor prolazi kroz većinska hrvatska mjesta.[1]
- Jordanski pripadnici UNPROFOR-a postavili zapreke u Lipiku, objašnjavajući kako time štite pučanstvo i hrvatsku policiju od pobunjenih Srba, koji su najavili da će snajperima sprječavati obnavljanje hrvatskih kuća.[1]

### 3. listopada
- Ministar obrane Republike Hrvatske Gojko Šušak u Splitu se sastao s američkim mogućnosti korištenja zračnih snaga NATO-a za pomoć UNPROFOR-ovim snagama na terenu.[1]
- Zastupnici slovenskog parlamenta priključili hrvatske zaselke Mlini, Bužin, Škudelin, i Škrilje - sela uz hrvatsko-slovensku granicu u Istri - općini Piran.[1]

### 4. listopada
- U posjet Republici Hrvatskoj stiglo izaslanstvo Međunarodnog suda za ratne zločine učinjene na području bivše Jugoslavije i tom prilikom predsjednik Vladine Komisije za ratne zločine Milan Vuković ponudio tužitelju Goldstoneu dvojicu počinitelja ratnih zločina u Vukovaru.[1]
- Šest stotina vareških Hrvata prisiljeno živjeti u tajnosti, jer su se bez dopuštenja muslimanskih vlasti vratili svojim kućama, a one koji se nisu uspjeli dovoljno dobro sakriti (njih pedesetak), lokalne vlast uhitila i protjerala u Kiseljak.[1]
- Cijeli dan srpski agresor tenkovima, haubicama i minobacačima napadao šire područje Bijelog Polja, javio radio koji emitira u istočnom Mostaru.[1]
- Nije uspio dogovor izbjeglica iz Velike Kladuše i BiH premijera dr. Harisa Silajdžića o njihovom povratku, jedini rezultat pregovora jest da će veća skupina iz Turnja ovih dana posjetiti Veliku Kladušu i provjeriti stanje.[1]
- Republika Hrvatska uputila oštar prosvjed predsjedniku Vijeća sigurnosti zbog izvješća glavnog tajnika UN B.B. Ghalija, koji u svom izvješću predviđa ublažavanje sankcija SRJ, (točka 3.), te navodi da će se za tranzitni promet kroz Hrvatsku tražiti carinska deklaracija i pečaćenje kako bi se izbjeglo izdvajanje tereta za bosanske Srbe.[1]
- Potpredsjednik Vlade i ministar vanjskih poslova Republike Hrvatske dr. Mate Granić primio veleposlanika Republike Slovenije mr. Matiju Melešiča, te mu predao diplomatsku notu s oštrim prosvjedom u svezi sa Zakonom o ustanovljavanju općina, kojim se četiri hrvatska naselja južno od Dragonje uvrštavaju u slovensku općinu Piran.[1]

### 5. listopada
- Govoreći o provedbi Washingtonskog sporazuma Dario Kordić, predsjednik HDZ-a BiH, istaknuo da se od njegova potpisivanja na teritoriju koji je pod kontrolom HVO-a (Mostar, Livno, Tomislavgrad...) u svoje domove vratilo oko pet tisuća Muslimana, a u istom razdoblju s područja koja nadzire Armije BiH (Tuzla, Zenica, Bugojno...) otišlo je više od 23.000 Hrvata.[1]
- Posebni izaslanik glavnog tajnika UN Yasushi Akashi susreo se na Palama s vođom bosanskih Srba Radovanom Karadžićem, pokušavajući postići sporazum o ponovnom otvaranju sarajevske zračne luke i o slobodnom prolazu za humanitarne konvoje.[1]
- Veleposlanici 16 zemalja članica NATO-a odobrili na sastanku u Bruxellesu prijedlog o jačoj primjeni zračne sile protiv bosanskih Srba.[1]
- Aerodrom u Beogradu koristi opremu i uređaje za navođenje zrakoplova koje je JNA ukrala Hrvatskoj 1991. prilikom povlačenja iz dubrovačke zrakoplovne luke Čilipi.[1]

### 6. listopada
- Na mostu bratstva i jedinstva u Sarajevu razmijenjeni ratni zatočenici, bosanskohercegovačka strana oslobodila 129, a Srbi 166 zatočenika.[1]
- Od postizanja bečkih i washingtonskih sporazuma, političko-sigurnosno stanje i temeljna ljudska prava u Bugojnu ne odgovaraju političkoj razini dogovaranja i imaju tendenciju stalnog pogoršavanja, zaključilo Predsjedničko vijeće HR Herceg-Bosne na sjednici u Mostaru, na kojoj je kazano kako je svaki drugi Hrvat iz BiH u izbjeglištvu.[1]
- Na području sela Rakitice, u blizini demilitarizirane zone na Igmanu kod Sarajeva, francuski vojnici pronašli 20 mrtvih tijela, za koje je utvrđeno da se radi o 16 srpskih časnika i o četiri medicinske sestre, u dotičnoj zoni su proteklih dana zamijećeni pripadnici Armije BiH.[1]
- Posebni ruski izaslanik za područje bivše Jugoslavije Vitalij Čurkin izjavio u Beogradu da međunarodna zajednica ne smije upropastiti priliku što ju je stvorio Beograd svojom potporom mirovnom planu za BiH.[1]
- Sjedinjene Države ustrajat će na povezivanju ukidanja sankcija protiv tzv. SRJ ne samo s rješenjem krize u BiH, nego i s reintegracijom UNPA u ustavno-pravni poredak Hrvatske, izjavio veleposlanik SAD-a u Hrvatskoj Peter Galbraith.[1]

### 7. listopada
- Ministar pravosuđa Republike Hrvatske Ivan Crnić imenovao prve javne bilježnike u Republici Hrvatskoj.[1]
- Dva zrakoplova UNPROFOR-a pogođena iz lakog oružja pri polijetanju i slijetanju u sarajevskoj zračnoj luci, priopćila Claire Grime, glasnogovornica UNPROFOR-a.[1]
- Veleposlanik SAD-a u Hrvatskoj Peter Galbraith, govoreći u washingtonskoj zakladi Carnegie o krizi na Balkanu, naglasio kako se premalo pažnje posvećuje stajalištu Hrvatske i stanju u Hrvatskoj, te dodao da hrvatska igra ključnu ulogu u rješavanju sukoba u bivšoj Jugoslaviji.[1]
- NATO očekuje pristanak Hrvatske na proširenje aktivnosti bliske zračne podrške na području tzv. krajine, saznaje se iz diplomatskih izvora u sjedištu Atlantskog saveza u Bruxellesu.[1]

### 8. listopada
- Predstavnici UNPROFOR-a potvrdili da su na civilne ciljeve u Sarajevu kao i na gradske tramvaje otvarali vatru Srbi iz svog uporišta na sarajevskom Židovskom groblju.[1]
- Do u subotu ujutro u 7 sati 521 vojnik Armije BiH povukao se iz demilitarizirane zone na Igmanu i Bjelašnici, potvrdio Heve Gourmelon, glasnogovornik UNPROFOR-a.[1]

### 9. listopada
- Beograd odbacuje svaki pokušaj da se ukidanje međunarodnih sankcija protiv tzv. SRJ povezuje s rješavanjem problema okupiranih dijelova Hrvatske, izjavio jugoslavenski ministar vanjskih poslova Vladislav Jovanović.[1]

### 10. listopada
- Osječko-baranjski župan Branimir Glavaš, u Osijeku razgovarao sa šefom biroa vlade SRJ Veljkom Kneževićem.[1]
- Djelatnici Karlovačke policijske uprave uspjeli su presjeći kanal kojim su izbjeglice iz zapadne Bosne, koje već osmi tjedan borave na Turnju, prebacivale na slobodni dio Hrvatske.[1]
- Beogradski ministar pravde Uroš Klikovac izjavio da SRJ ne priznaje Međunarodni sud za ratne zločine pa tako ni njegova ingerencije na svojem ozemlju, a inicijatore ovog suda proglasio za diskreditatore SRJ.[1]

### 11. listopada
- Talijanski premijer Silvio Berlusconi ocijenio u Rimu da su odnosi Italije i Hrvatske vrlo dobri, te izrazio želju za njihovim daljnjim poboljšanjem.[2]
- Srbijanska vlada odbila zahtjev Međunarodnog suda za ratne zločine da svoj ured otvori u Beogradu.[2]
- Glavni tajnik UN B.B. Ghali zatražio je od NATO-a da u New York uputi jedno izaslanstvo kako bi se raspravilo o novo zatraženim mjerama za zračne udare u BiH.[2]

### 12. listopada
- Predsjedništvo HDZ-a BiH priopćilo da je na temelju izvješća općinskih organizacija HDZ-a BiH iz Vareša, Usore, Bugojna, Jablanice, Kaknja, Travnika, Konjica, Zenice i Sarajeva, nakon potpisivanja Washingtonskog sporazuma, s prostora pod nadzorom Armije BiH protjerano 25.000 Hrvat.[2]
- Šef bonske diplomacije i sadašnji predsjednik Ministarskog vijeća UN Klaus Kinkel zatražio tješnju suradnju Hrvatske i Europske unije - Kinkel zahtijeva da se Hrvatska uključi u program PHARE, te da počnu pregovori o ugovoru o partnerstvu i kooperaciji između EU i Hrvatske.[2]
- Francuski ministar vanjskih poslova Alain Juppe napomenuo da bosanski Srbi isključuju mogućnost da tzv. republika srpska uspostavi konfederalnu vezu sa SR Jugoslavijom prije nego što se RS prizna kao neovisna država.[2]

### 13. listopada
- U službeni posjet Republici Hrvatskoj doputovali supredsjedatelji Međunarodne konferencije o bivšoj Jugoslaviji lord David Owen i Thorvald Stoltenberg, te razgovarali s predsjednikom Tuđmanom o rješenju problema okupiranih područja u Hrvatskoj.[2]
- Točno je da postaje neprihvatljivi planovi Rusije glede hrvatskih okupiranih teritorija, ali Hrvatska neće na njih pristati - pri tome najmanje je što bi tada otkazala mandat UNPROFOR-a, rekao ministar vanjskih poslova Granić i dodao da je u New Yorku predsjednik Tuđman rekao i predsjedniku Clintonu: Gospodo idete li na tu soluciju, imat ćete siguran rat.[2]
- Nedaleko od Karlovca i kod Knina na helikoptere Ujedinjenih naroda, s teritorija koje drže Srbi, pucalo se strojnicama.[2]
- U Mostar stiglo 35 njemačkih policajaca, pa je u ovom gradu sada više od 100 policajaca iz zemalja Europske unije.[2]
- Granica između Srbije i BiH dalje propusna, ocjenjuju diplomatski krugovi u Ženevi.[2]

### 16. listopada
- Riječi hrvatskog predsjednika Tuđmana s konferencije za novinare u Zagrebu, na kojoj je rekao da će do integracije okupiranih područja u Republici Hrvatskoj doći vrlo brzo, naišle na velik medijski odjek u Beogradu, tako se sve češće može čuti i, do sada nepojmljiva i veleizdajnička tvrdnja, da će Knin možda i morati ući u sastav Hrvatske.[2]

### 17. listopada
- Beogradski tjednik NIN ocjenjuje kako više nema sumnje da Beograd već ozbiljno razmišlja o nekoj vrsti priznanja Hrvatske u njezinim međunarodno priznatim granicama.[2]
- Maltretiranje bugojanskih Hrvata, pritisci i iseljavanja iz stanova se nastavljaju, pogotovo onih koji su se vratili - iako su čelnici HDZ-a i bugojanski župnik fra Janko Ljubas o tome izvijestili UNPROFOR i civilne vlasti, ništa se nije promijenilo.[2]

### 18. listopada
- Predsjednik Vrhovnog suda Republike Hrvatske Milan Vuković u Washingtonu izjavio pred američkom komisijom za KESS da je Hrvatska do sada u potpunosti surađivala s Međunarodnim sudom za ratne zločine, te istaknuo da međunarodna zajednica mora izvršiti pritisak na tzv. SRJ kako bi se ispitala masovna grobnica na Ovčari kod Vukovara.[2]
- Glavni tajnik UN B. B. Ghali priopćio nakon posjeta misije NATO-a sjedištu svjetske organizacije u New Yorku, kako ne želi nikakve promjene što se tiče zračnih udara u BiH.[2]
- Bosanski Srbi oteli pet kamiona UNHCR-a, u kojima su bile uglavnom medicinske potrepštine i lijekovi.[2]
- Nakon niza neuspjelih pokušaja, održani pregovori između predstavnika Kluba hrvatskih zastupnika općine Bugojno i muslimanskih vlasti, te predstavnika SDA tog grada, uz nazočnost UNPROFOR-a. U ultimativnom tonu, muslimanska strana zahtijevala da se na bazi recipročnosti u tu općinu vrati onoliko Hrvata koliko i Muslimana u Stolac i Čapljinu.[2]

### 19. listopada
- Predsjednik Tuđman primio u Zagrebu američkog veleposlanika P. Galbraitha, razgovarano o reintegraciji UNPA područja u Hrvatskoj.[2]
- U New Yorku održan sastanak kontaktne skupine, na kojem se raspravljalo o ukidanju embarga na dopremu oružja Vladi BiH, moguće pripremanje paketa za rješenje problema Hrvatske, te pitanje daljeg mogućeg ublažavanje sankcija SR Jugoslaviji.[2]
- Osobni izaslanik dr. Tuđmana, veleposlanik u Ministarstvu vanjskih poslova Republike Hrvatske dr. Slobodan Lang postavio kamen-temeljac za novu zgradu bolnice u Novoj Biloj.[2]
- Britanski general Michael Rose zapovjednik UNPROFOR-a, za BiH, zaprijetio da će povući plave kacige iz demilitarizirane zone na planini Igman, ako vojnici Armije BiH ne napuste to područje.[2]
- Sjedinjene Američke Države spremne jednostrano ukinuti embargo na isporuku oružja za BiH, ako Ujedinjeni narodi to odbiju učiniti.[2]

### 20. listopada
- U Salzburgu započelo suđenje 26-godišnjem Srbinu Dušku Cvjetkoviću, optuženom za sudjelovanje u ratnim zločinima na području BiH.[2]
- U New Yorku je završio sastanak, kontaktne skupine, no izgleda da članice još nisu stigle do jedinstvenog stava, iako je prevladalo mišljenje da se daljnje ublažavanje sankcija Srbiji veže uz rješenje UNPA područja.[2]
- Predsjednik Vlade BiH dr. Haris Silajdžić izjavio kako je američka administracija odlučila zatražiti od Vijeća sigurnosti UN da ukine embargo na isporuku oružja legalnim bosanskohercegovačkim vlastima.[2]
- Amerika će u Sarajevo poslati 15 časnika koji će poraditi na tome da stvarno zaživi, prije šest mjeseci dogovoren, muslimansko-hrvatski vojni savez u BiH.[2]

### 21. listopada
- Četvrti odbor Opće skupštine Ujedinjenih naroda - za politička pitanja i dekolonizaciju - usvoji Nacrt rezolucije o stanju u okupiranim područjima Hrvatske, te potvrdio hrvatsku vlast na cjelokupnom teritoriju.[3]
- Na području Gradačca Armija BiH uspjela osloboditi šest sela, izjavili pripadnici Armije BiH, a površina novooslobođenog područja je 10x5 kilometara.[3]
- Na konferenciji za novinare predsjednik SAD Bill Clinton izjavio da se slaže s kompromisnim prijedlogom američkog Kongresa o ukidanju embarga na isporuku oružja za BiH vladu.[3]

### 22. listopada
- Srbi u BiH svakodnevno blokiraju konvoje UN, a Ratko Mladić traži od UNPROFOR-a da Srbima preda 50 posto od svake pošiljke goriva. Prolazak konvoja Srbi uvjetuju i povlačenjem pripadnika Armije BiH iz demilitarizirane zone na Igmanu i Bjelašnici.[3]
- Nakon brojnih pokušaja hrvatskih dužnosnika u Vladi Federacije BiH, da se raspravlja i odluči o bitnim pitanjima popune ministarstava Vlade BiH, kadrovima hrvatske nacionalnosti, premijer Silajdžića odbio svaki razgovor i stavljanje te točke na dnevni red.[3]
- Slovenski predsjednik Milan Kučan izjavio na slovenskoj televiziji kako Srbi nikada Slovencima nisu bili neprijatelji.[3]

### 23. listopada
- Četnici ponovno, drugi put proteklog tjedna, napali županjsku Posavinu - Županja gađana sa šest razornih projektila, a napad se proširio na susjedne Bošnjake.[3]
- Voditelj ureda SRJ u Zagrebu Veljko Knežević izjavio u Beogradu kako vjeruje da će mirovni plan međunarodne zajednice za rješenje problema između Zagrebu i Knina ubrzati i rješavanje hrvatsko srpskih odnosa u cjelini.[3]

### 24. listopada
- Predsjednik Republike Hrvatske dr. Franjo Tuđman primio u Predsjedničkim dvorima francuskog ministra za europske poslove Alaina Lamassourea i tom prilikom ponovio da Hrvatska neće dati nikakve teritorijalne ustupke.[3]
- Ministar vanjskih poslova dr. Mate Granić i ministar za europske poslove Republike Francuske Alain Lamassoure potpisali u Zagrebu ugovor o kulturnoj, prosvjetnoj, znanstvenoj i tehničkoj suradnji kao i sporazum o cestovnom prijevozu robe.[3]
- Pripadnici Armije BiH u demilitariziranoj zoni planine Igman iz automatskog oružja pucali po postrojbi francuskih pripadnika 'lavih kaciga, rekao glasnogovornik UNPROFOR-a.[3]
- Ženevski ured UN zatražit će javnu ispriku od Davida Ernea, potpredsjednika za informacije 'Kongresa srpskog jedinstva', jer je na svom 'Izvješću o povijesnoj pozadini građanskog rata u bivšoj Jugoslaviji', krivotvorio memorandum UN-ova ureda u Ženevi,prikazavši ga kao službeni dokument.[3]

### 25. listopada
- Zloglasno četničko uporište Grabež pokraj Bihaća napokon pao - njegovim padom otvorena vrata V korpusu Armije BiH za oslobađanje Bosanske Krupe, Bosanske Otoke, Prijedora i Sanskog Mosta.[3]
- UNPROFOR se žali kako mu je sve teže provoditi odredbe Zagrebačkog sporazuma, a s druge strane Akashijev glasnogovornik Paul Risley potvrdio da su ti isti pripadnici plavih kaciga, inače pripadnici ruskog bataljuna, i te kako sposobni za šverc i odlazak u bordel.[3]
- S prostora u zaposjednutom sarajevskom naselju Grbavici Srbi su opet pucali na tramvaj u blizini zgrade Ekonomske škole.[3]

### 26. listopada
- Predsjednik Tuđman primio u Zagrebu Owena i Stoltenberga, te još jednom naglasio obvezujuće odluke hrvatskog Sabora o reintegraciji okupiranih područja i mandata UNPROFOR-a.[3]
- Po završetku razgovora s predsjednikom Tuđmanom, lord Owen rekao novinarima kako Milošević nije spreman priznati Hrvatsku dok ne bude zadovoljan sporazumom ponuđenim Srbima u Hrvatskoj, no da želi poboljšati odnose Zagreba i Beograda.[3]
- Neprekinuta opća opasnost u Županji traje još od travnja 1992. U posljednje vrijeme granatiranje Županje ne samo da su sve češća nego su i podmuklija: Srbi iz Bosne grad gađaju oko 12 ili oko 15 sati, kada je na ulicama najviše ljudi.[3]
- Peti korpus Armije BiH oslobodio Ripač i zauzeo glavni logistički četnički centar, te naselja Pritoku, Golubić, Tihotinu, Račić, Lohovska brda i Gorjevac.[3]
- Na teritoriju pod nadzorom hrvatske vojske uhićeni ruski dezerteri koji su za Srbiju skupljali vojne tajne.[3]
- Slovenska vlada smatra da su Mlini, Škodelin, Bužin i Škrilje, sela na južnoj obali Dragonje uz hrvatsko-slovensku granicu, predmet međunarodnog pogađanja.[3]

### 27. listopada
- Prigodom susreta ministara vanjskih poslova Hrvatske dr. Mate Granića i Njemačke Klaus Kinkela u Bonnu, Kinkel izrazio nadu da će novi mirovni plan za Hrvatsku, koji je još u fazi izrade, biti dobra osnova za pregovaračko rješenje, te kako se Hrvatska može osloniti na Njemačku.[3]
- U bazi UNPROFOR-a u zagrebačkoj zračnoj luci Pleso završili, nakon sedam sati, razgovori između predstavnika hrvatske vlasti i Srba s okupiranih područja Hrvatske, dogovoren potpis jednog paketa sporazuma o ekonomskim pitanjima, ali ne i otvaranje auto-ceste i jadranskog naftovoda.[3]
- Armija BiH preuzela, nakon trodnevnih bitaka istočno od Bihaća, nadzor nad 100 do 150 četvornih kilometara teritorija što su ga Srbi držali od početka rata, izjavio predstavnik UNPROFOR-a u Sarajevu.[3]
- Hrvatska preuzela šestomjesečni mandat predsjedanja Europskim forumom FAO-a, Organizacije UN za poljodjelstvo i prehranu.[3]

### 28. listopada
- U pismu B.B. Ghaliju dr. Granić sa žaljenjem konstatira da u nekim područjima UNPROFOR nije u stanju održati snagu zakona, da ne poštuje odgovarajuće rezolucije Vijeća sigurnosti UN-a ili režim sankcija, te da mirno gleda dok se provodi etničko čišćenje.[3]
- Postrojbe 5. korpusa Armije BiH oslobodili Kulen Vakuf, mjesto na cesti Bihać-Bosanski Petrovac.[3]
- Predsjednik HDZ-a BiH Dario Kordić upozorio da se nastavlja iseljavanja Hrvata s područja Federacije BiH, - prema najnovijim podacima s područja Federacije BiH koje nadzire Armija BiH iselilo se više od 27.000 Hrvata, a istodobno se na prostore koje nadzire HVO vratilo više od 7.000 Muslimana.[3]
- SAD još jednom zatražile od Vijeća sigurnosti UN da ukine embargo na oružje za Bosnu i Hercegovinu.[3]

### 29. listopada
- Završen spor hrvatske policije s UNPROFOR-om, postavljen zajednički punkt, te je tako ponovno otvoren prijelaz u Lipiku.[3]
- Minsitar vanjskih poslova tzv. SRJ Vladimir Jovanović izjavio kako će njegov susret s hrvatskim ministrom Granićem, 4. studenog u Zagrebu, biti početak obnovljenog dijaloga te da su srpsko-hrvatski odnosi oduvijek bili kičma odnosa u bivšoj Jugoslaviji.[3]

### 30. listopada
- Posjet grobljima u povodu blagdana Svih Svetih u UNPA-područjima ostaje neizvjestan, no na svim nadzornim postajama UNPROFOR-a prognanici će održati mise zadušnice.[3]
- Zaštitne snage UN optužile muslimanske snage za hotimični topovski napad na francuske plave kacige i zaprijetile da će zatražiti zračne udare NATO-a ako se napadi ponove.[3]

### 31. listopada
- Zbog napredovanja Armije BiH u zapadnoj Bosni, Knin proglasio izvanredno stanje.[3]
- Zaštitne snage UN optužile muslimanske snage za hotimični topovski napad na francuske plave kacige u blizini doline Javorak i zaprijetile da će zatražiti zračne udare NATO-a, ako se takvi napadi ponove.[3]